# القرداحة
القرداحة هي مدينة سورية تابعة لمحافظة اللاذقية ومركز منطقة القرداحة. تقع في شمال غرب سوريا في الجبال المطلة على مدينة اللاذقية الساحلية. تشمل المناطق القريبة كلماخو إلى الغرب، وبستان الباشا إلى الجنوب الغربي، وحرف المسيترة إلى الجنوب الشرقي ومزيرعة إلى الشمال. وفقًا للمكتب المركزي للإحصاء السوري، بلغ عدد سكان القرداحة 8671 نسمة في عام 2004. يغلب عليها الطابع العلوي وهي مسقط رأس عائلة الأسد، التي حكمت سوريا من عام 1970 حتى عام 2024.
ولد الرئيس السوري حافظ الأسد الذي حكم من عام 1970 إلى عام 2000، في القرداحة. في عهد الأسد، تحتوي القرداحة على العديد من الفيلات الفاخرة وكان يوجد في وسط البلدة تمثال كبير لحافظ الأسد، كما يوجد هناك ضريح ضخم كان يحتوي على قبري باسل الأسد وحافظ الأسد. كما ولد حسن الخير في القرداحة.

## التقسيم الإداري
تضم المنطقة الجبلية التي تقع فيها القرداحة العديد من القرى والبلدات التابعة لها، وتعتبر مركز منطقة تتبع لها ناحيتان هما ناحية حرف المسيترة وناحية الفاخورة. تضم هاتان الناحيتان العديد من القرى، منها: بني عيسى، السفرقية، رسيون، الحمادية، الحمى، الزيرة، عين العروس، المتن، رويسة عفيف، رويسة البساتنة، بحمرا، مرج معيربان، السلاطة، دبّاش، يرتي، القبو، كلماخو، جوبة برغال، بسين، عوينة الريحان، اليابسة، والمولد.
تتميز جميع هذه القرى والبلدات المنتشرة في الجبال وبين الغابات السورية بالطبيعة الساحرة والمناظر الخلابة. بالإضافة إلى ذلك، أصبحت جوبة برغال ناحية تابعة لمنطقة القرداحة إلى جانب ناحيتي الفاخورة وحرف المسيترة.
تشتهر ناحية جوبة برغال بجبل الشعرا، وهو جبل يتمتع بموقع مميز يطل على سهل الغاب وعلى البحر المتوسط، مما يضفي عليها أهمية طبيعية وجغرافية فريدة.

### دباش

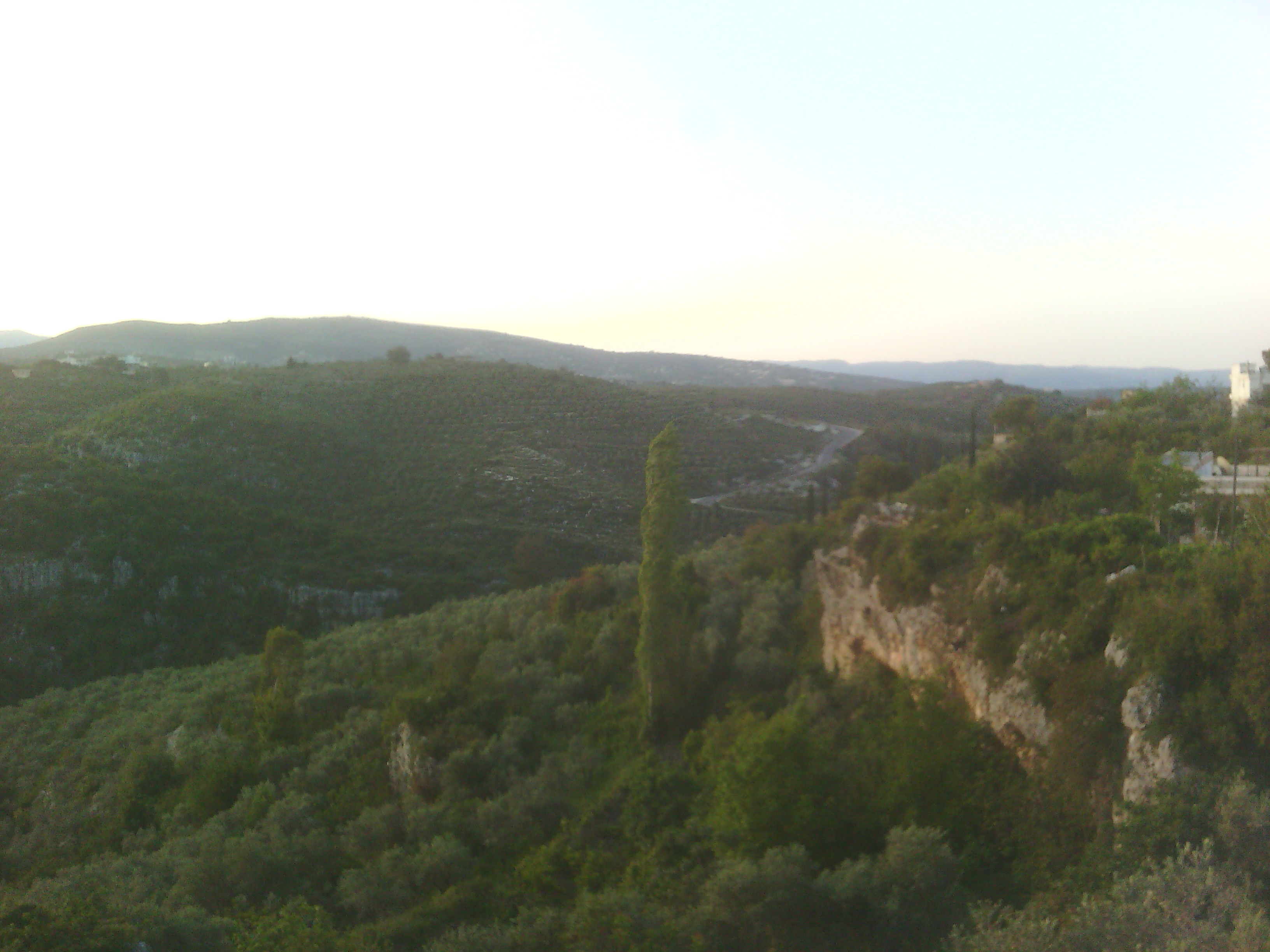

تقع هذه القرية السورية الصغيرة على ارتفاع يتراوح بين 420 و500 متر عن سطح البحر، وتبعد حوالي 7 كيلومترات عن القرداحة و32 كيلومترًا عن مدينة اللاذقية. تتبع إداريًا لناحية الفاخورة، وتعد نقطة اتصال استراتيجية بين المزيرعة والقرداحة عبر منطقة التسار التابعة لها.
تتميز القرية بموقعها في وسط غابة من أشجار الجوز التي تحيط بها غابة صنوبرية، مما يمنحها جمالًا طبيعيًا مميزًا. كما تشهد القرية معدل هطول أمطار مرتفع، يتجاوز 1000 ملم سنويًا، مما يسهم في وفرة المياه مع وجود العديد من الينابيع المنتشرة فيها.
يكون مناخها معتدلًا شتاءً، ما يجعلها مكانًا مريحًا للإقامة. كما تضم القرية مدرسة ابتدائية تم بناؤها قبل أكثر من ستين عامًا، بالإضافة إلى مدرسة ثانوية تم إنشاؤها منذ عدة عقود. إداريًا، تتداخل هذه القرية مع الجبيرية ضمن بلدية واحدة.

### يرتي
تبعد عن القرداحة حوالي 8 كم وفيها مدرسة ابتدائية اعدادية ثانوية ومستوصف وبلدية ومركز ثقافي ومكتب إرشاد زراعي وسد تجميعي.

### اليابسة
تقع القرية على ارتفاع يتراوح بين 700 و900 متر عن سطح البحر، وتتميز بكثافة الأشجار الصنوبرية واللوزية التي تحيط بها. تحتوي القرية على مناطق أثرية تطل على الغابات من ثلاث جهات، بينما تطل على البحر من الجهة الرابعة، مما يمنحها مشاهد طبيعية خلابة.
تشتهر القرية بزراعة التبغ، الذي يُعد من أجود أنواع التبوغ في العالم. كما تتميز بتنوع جيولوجي كبير، حيث تظهر فيها حفر عميقة محاطة بصخور شاهقة الارتفاع تصل إلى عشرات الأمتار، يعود تشكلها الجيولوجي إلى آلاف السنين.
ومن الظواهر الطبيعية البارزة في القرية وجود مستحاثات بحرية متحجرة، مثل تصخر الكائنات البحرية مع مرور الزمن، ما يدل على أنها كانت جزءًا من البحر في العصور القديمة.
أكبر العائلات في القرية عائلات مهنا ومعروف وحجل.

## الجغرافيا والمناخ
تتمتع القرداحة بمناخ البحر الأبيض المتوسط ذو الصيف الحار (وفقًا لتصنيف كوبن للمناخ: Csa). تقع القرداحة في منطقة جبلية، لكن ارتفاعها يتراوح فقط بين 350 و500 متر. المنطقة محاطة بغابات جميلة وتتميز بكمية وفيرة من الأمطار. يبلغ متوسط درجة الحرارة العظمى في شهر يوليو 29 درجة مئوية، بينما تنخفض في شهر يناير إلى 7 درجات مئوية.

تسجل القرداحة حوالي 828 ملم من الأمطار سنويًا، مع ثلاثة أيام من تساقط الثلوج في شهر يناير. الطبيعة والمناخ في القرداحة يدعمان الزراعة بشكل كبير، حيث تُزرع فيها التفاح والبرتقال، بالإضافة إلى وجود مزارع التبغ.
| البيانات المناخية لـالقرداحة      | البيانات المناخية لـالقرداحة | البيانات المناخية لـالقرداحة | البيانات المناخية لـالقرداحة | البيانات المناخية لـالقرداحة | البيانات المناخية لـالقرداحة | البيانات المناخية لـالقرداحة | البيانات المناخية لـالقرداحة | البيانات المناخية لـالقرداحة | البيانات المناخية لـالقرداحة | البيانات المناخية لـالقرداحة | البيانات المناخية لـالقرداحة | البيانات المناخية لـالقرداحة | البيانات المناخية لـالقرداحة |
| الشهر                             | يناير                        | فبراير                       | مارس                         | أبريل                        | مايو                         | يونيو                        | يوليو                        | أغسطس                        | سبتمبر                       | أكتوبر                       | نوفمبر                       | ديسمبر                       | المعدل السنوي                |
| --------------------------------- | ---------------------------- | ---------------------------- | ---------------------------- | ---------------------------- | ---------------------------- | ---------------------------- | ---------------------------- | ---------------------------- | ---------------------------- | ---------------------------- | ---------------------------- | ---------------------------- | ---------------------------- |
| متوسط درجة الحرارة الكبرى °م (°ف) | 7 (45)                       | 11 (52)                      | 15 (59)                      | 19 (66)                      | 24 (75)                      | 28 (82)                      | 29 (84)                      | 28 (82)                      | 26 (79)                      | 23 (73)                      | 17 (63)                      | 10 (50)                      | 20 (68)                      |
| متوسط درجة الحرارة الصغرى °م (°ف) | 3 (37)                       | 6 (43)                       | 6 (43)                       | 8 (46)                       | 13 (55)                      | 17 (63)                      | 20 (68)                      | 20 (68)                      | 17 (63)                      | 15 (59)                      | 9 (48)                       | 5 (41)                       | 12 (53)                      |
| الهطول مم (إنش)                   | 182 (7.2)                    | 119 (4.7)                    | 63 (2.5)                     | 40 (1.6)                     | 29 (1.1)                     | 6 (0.2)                      | 4 (0.2)                      | 1 (0.0)                      | 37 (1.5)                     | 79 (3.1)                     | 90 (3.5)                     | 178 (7.0)                    | 828 (32.6)                   |
| متوسط الأيام الممطرة (≥ 1 mm)     | 16                           | 14                           | 11                           | 8                            | 4                            | 1                            | 1                            | 1                            | 4                            | 7                            | 11                           | 14                           | 92                           |
| متوسط الأيام المثلجة (≥ 1 cm)     | 3                            | 1                            | 0                            | 0                            | 0                            | 0                            | 0                            | 0                            | 0                            | 0                            | 0                            | 1                            | 5                            |
| المصدر: [بحاجة لمصدر]             |                              |                              |                              |                              |                              |                              |                              |                              |                              |                              |                              |                              |                              |

## السياحة والخدمات
تعتبر القرداحة من المناطق السياحية المميزة، حيث تحيط بها الغابات وتوجد بالقرب منها العديد من الينابيع والشلالات، مما يجعلها وجهة مثالية لمحبي سياحة المخيمات ومسير الجبال والغابات.
تضم القرداحة العديد من المعالم البارزة، منها فندق خمس نجوم يُعرف باسم فندق كرنك القرداحة، الذي يقدم خدمات فاخرة للزوار. كما تحتوي على عدد من المساجد التاريخية، أبرزها مسجد السيدة ناعسة ومسجد الشيخ علي الخيّر، الذي يُعد أول مسجد في المنطقة.
تشتهر القرداحة أيضًا بمقاماتها الدينية، مثل مقام الأربعين الواقع على قمة جبل العرين، ومقامات بني هاشم على قمة جبل النواصرة، إضافة إلى مقامات أخرى مثل الشيخ ضاهر، جعفر الطيار، الشيخ يوسف الرداد في حي شهاب الدين، والشيخ حيدر في حارة بيت حيدر.
إداريًا، تتبع القرداحة لمحافظة اللاذقية، وتتميز بقربها من مطار اللاذقية، حيث تبعد عنه بضعة كيلومترات فقط، مما يجعل الوصول إليها سهلاً للسياح المحليين والدوليين.